# Annie Jenness Miller
Annie Jenness Miller, född 1859, död 1935, var en amerikansk designer och kvinnorättsaktivist. Hon var känd för sitt deltagande i dräktreformrörelsen, och var en ledande centralfigur för den amerikanska dräktreformrörelsen från 1880-talet. Hon designade även kläder för rörelsen. 
Hon utgav tidningen Dress i New York och förespråkade saken genom artiklar, föredrag och designmönster. Hon uppmuntrade också framgångsrikt grundandet av lokala kvinnoklubbar för hälsosamma klädvanor. Denna gång blev rörelsen mer framgångsrik i bredare lager. Den skedde också nu under en epok när offentlig gymnastik, så som cykling, blev vanligare för kvinnor, och att då klä sig i "gymnastikdräkt" offentligt blev därmed accepterat mot sekelskiftet 1900.